# Tân Hòa, Bến Lức
Tân Hòa là một xã cũ thuộc huyện Bến Lức, tỉnh Long An, Việt Nam.

## Địa lý
Xã Tân Hòa nằm ở phía đông huyện Bến Lức, có vị trí địa lý:
- Phía đông giáp xã Tân Bửu
- Phía tây giáp xã Lương Hòa
- Phía nam giáp xã An Thạnh
- Phía đông giáp Thành phố Hồ Chí Minh.

Xã Tân Hòa có diện tích 15,07 km², dân số năm 2022 là 1.710 người, mật độ dân số đạt 113 người/km².

## Hành chính
Xã được chia thành 5 ấp: 1, 2, 3, 4, 5.

## Lịch sử
Xã Tân Hòa được thành lập vào ngày 31 tháng 8 năm 1992 trên cơ sở tách một phần diện tích, dân số của các xã Tân Bửu và Lương Hòa.
Ngày 24 tháng 10 năm 2024, Ủy ban Thường vụ Quốc hội ban hành Nghị quyết số 1244/NQ-UBTVQH15 về việc sắp xếp đơn vị hành chính cấp xã của tỉnh Long An giai đoạn 2023 – 2025 (nghị quyết có hiệu lực từ ngày 1 tháng 12 năm 2024). Theo đó:
- Điều chỉnh 8,18 km² diện tích tự nhiên và quy mô dân số là 303 người của xã Tân Hòa để nhập vào xã Lương Hòa.
- Điều chỉnh 4,19 km² diện tích tự nhiên và quy mô dân số là 396 người của xã Tân Hòa để nhập vào xã Tân Bửu.
- Sáp nhập 2,70 km² diện tích tự nhiên và quy mô dân số là 1.011 người của xã Tân Hòa còn lại vào xã An Thạnh.